# Файзиева, Дилором Хуснитдиновна
Файзиева Дилором Хуснитдиновна (узб. Fayziyeva Dilorom Xusnitdinova; род. 13 июля 1962, Ташкент, Узбекская ССР, СССР) —  депутат Законодательной палаты Олий Мажлиса Республики Узбекистан, председатель Комитета  Законодательной палаты Олий Мажлиса Республики Узбекистан по международным делам и межпарламентским связям.

## Биография
Родилась 13 июля 1962 года в Республики Узбекистан города Ташкент. закончила Ташкентский государственный медицинский институт в 1985 году, специальность:  врач санитарии, гигиены и эпидемиологии. В нынешнее время является депутатом Законодательной палаты Олий Мажлиса Республики Узбекистан, председатель Комитета  Законодательной палаты Олий Мажлиса Республики Узбекистан по международным делам и межпарламентским связям.